# Pedro Pineda y Gutiérrez
Pedro Pineda y Gutiérrez (El Puerto de Santa María, 2 de desembre de 1891 - Madrid, 7 de gener de 1983) és un matemàtic andalús, acadèmic de la Reial Acadèmia de Ciències Exactes, Físiques i Naturals, bé i que en renuncià sense prendre'n possessió el 1966.

## Biografia
Va fer els primers estudis als Jesuïtes del Puerto de Santa María, on hi va coincidir amb Rafael Alberti, Pedro Muñoz Seca, Juan Ramón Jiménez i Fernando Villalón. Després va fer el batxillerat a Jerez de la Frontera, però el 1909, en quedar-se orfe de pare, es traslladà a Madrid amb la seva mare i germans. Estudià enginyeria i alhora estudià per lliure ciències exactes a la Universitat Complutense de Madrid, llicenciant-se amb excel·lent el 1915. Simultàniament ingressà a la Reial Societat Matemàtica Espanyola. El 1916 i 1917 va obtenir una beca de la Junta per a l'Ampliació d'Estudis per estudiar a Zuric i Basilea. En tornar es doctoraria amb la tesi Representaciones conformes según el método de Bieberbach.
El 1917 s'incorporà al Laboratori i Seminari Matemàtic de la JAE, alhora que treballava com a professor auxiliar a la Facultat de Ciències de Madrid. El 1918 va obtenir la càtedra de geometria descriptiva de la Universitat de Saragossa, de la que també en fou secretari el 1919. Degut als seus coneixements d'alemany actuà com intèrpret de la seva universitat amb Albert Einstein quan aquest va visitar Espanya el 1923. També va col·laborar en la redacció d'alguns articles matemàtics a l'Enciclopèdia Espasa. El 1933 va obtenir la càtedra de geometria diferencial i de geometria i trigonometria de la Facultat de Ciències de la Universitat Central de Madrid. I el 1935 fou nomenat subdirector de la Revista Matemática Hispano Americana (RMHA).
Durant la guerra civil espanyola es va traslladar com a catedràtic a la Universitat de València. Un cop acabada la contesa, malgrat els informes desfavorables del Servei d'Informació i Policia Militar franquista, fou readmès a la Universitat. En els anys posteriors va impulsar la Mutualitat de Catedràtics i el 1950 fou nomenat acadèmia de la Reial Acadèmia de Ciències Exactes, Físiques i Naturals, però va renunciar-hi el 1966 al·legant problemes de salut. El 1961 fou condecorat amb la Gran Creu de l'Orde d'Alfons X el Savi.

## Obres
- Estudio de la colineación compleja en el plano y representación real de la misma (1924)